# Pinarocorys nigricans
Pinarocorys nigricans е вид птица от семейство Чучулигови (Alaudidae).

## Разпространение
Видът е разпространен в Ангола, Ботсвана, Замбия, Зимбабве, Демократична република Конго, Мозамбик, Намибия, Свазиленд, Танзания и Южна Африка.